# Rue de Plélo
Pour les articles homonymes, voir Plélo (homonymie).
La rue de Plélo est une voie du 15e arrondissement de Paris, en France.

## Situation et accès
La rue de Plélo est une voie publique située dans le 15e arrondissement de Paris. Elle débute au 114, rue de la Convention et se termine au 19, rue Duranton.

## Origine du nom

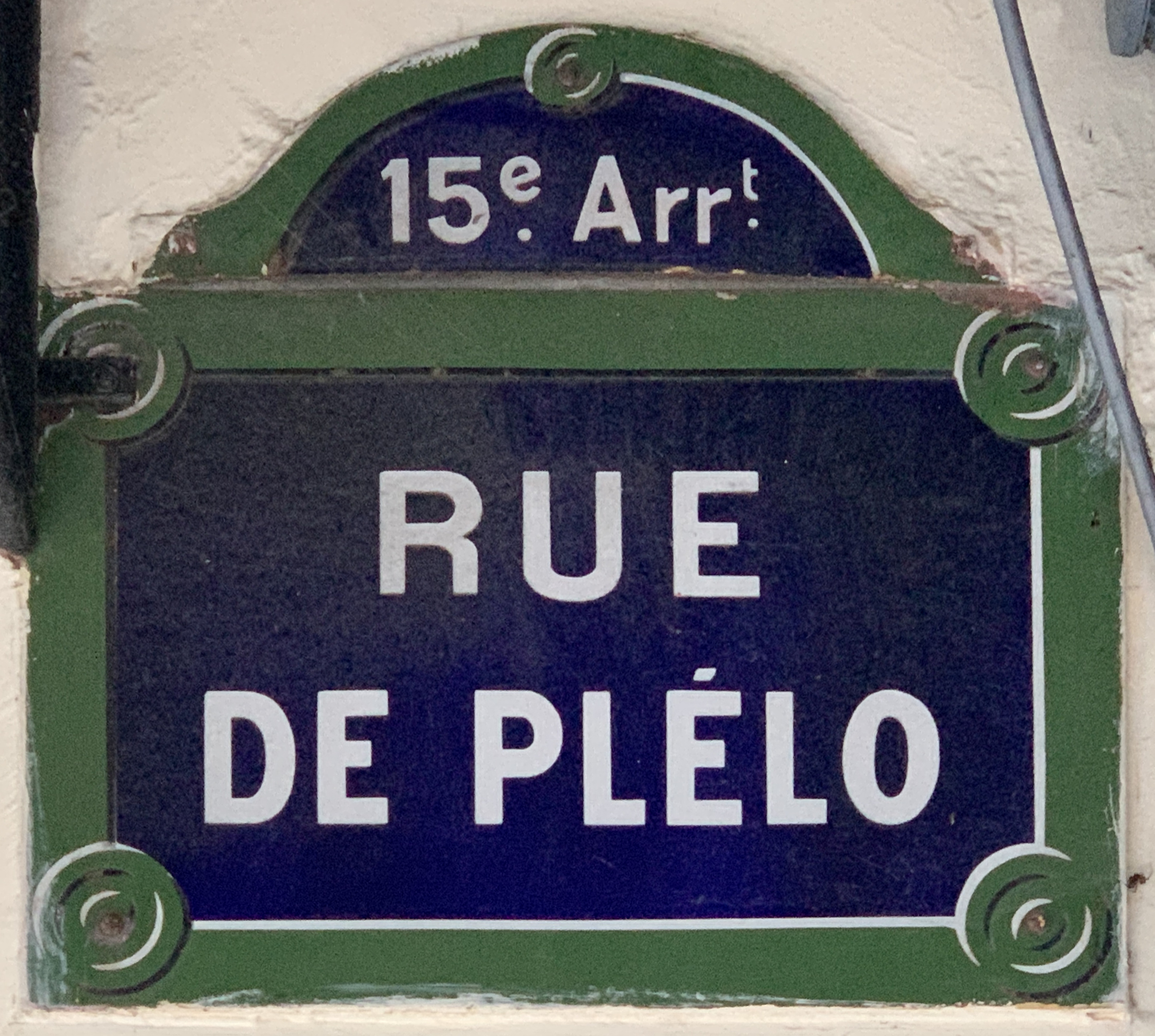
Plaque de la rue.

Elle porte le nom de Louis de Plélo (1699-1734), ambassadeur de France au Danemark, mort en commandant un assaut pour lever le siège de Dantzig.

## Historique
Autrefois dénommée « rue Antonin-Proust », la rue de Plélo a été amorcée en 1905.